# Magnus Larsson
Magnus Larsson (Olofström, 25 marzo 1970) è un ex tennista svedese.
Ottenne il suo best ranking in singolare il 17 aprile 1995 con la 10ª posizione; mentre nel doppio divenne, il 9 gennaio 1995, il 26º del ranking ATP.
In carriera in singolare, è riuscito a conquistare sette tornei del circuito ATP. Il suo successo di maggiore rilievo è stato ottenuto nella Grand Slam Cup 1994; in quell'occasione in finale superò lo statunitense Pete Sampras, numero uno del ranking mondiale, con il punteggio di 7–6(6), 4-6, 7–6(5), 6-4.
Nel doppio ha raggiunto la finale dell'Open di Francia 1995 in coppia con il connazionale Nicklas Kulti; furono sconfitti solo dalla coppia olandese composta da Jacco Eltingh e Paul Haarhuis con il punteggio di 7–6(3), 4-6, 1-6.
Ha fatto parte della squadra svedese di Coppa Davis dal 1992 al 2003 con un record di 13 vittorie e 6 sconfitte. Con la sua nazionale ha conquistato la Coppa Davis nel 1994 e nel 1997 superando rispettivamente la Russia di Evgenij Kafel'nikov e Aleksandr Vladimirovič Volkov e gli Stati Uniti di Pete Sampras e Michael Chang.

## Statistiche

### Singolare

#### Vittorie
| Legenda                     |
| Grande Slam (0)             |
| Grand Slam Cup (1)          |
| ATP Super 9 (0)             |
| ATP Championship Series (1) |
| ATP World Series (5)        |

| Numero | Data             | Torneo                                   | Superficie       | Sfidante in finale | Punteggio                |
| 1.     | 11 giugno 1990   | ATP Firenze, Firenze                     | Terra rossa      | Lawson Duncan      | 6-7, 7-5, 6-0            |
| 2.     | 2 marzo 1992     | Copenaghen Open, Copenaghen              | Sintetico indoor | Anders Järryd      | 6-4, 7-6                 |
| 3.     | 27 aprile 1992   | BMW Open, Monaco di Baviera              | Terra rossa      | Petr Korda         | 6-4, 4-6, 6-1            |
| 4.     | 7 marzo 1994     | ATP Saragozza, Saragozza                 | Cemento indoor   | Lars Rehmann       | 6-4, 6-4                 |
| 5.     | 3 ottobre 1994   | Grand Prix de Tennis de Toulouse, Tolosa | Cemento indoor   | Jared Palmer       | 6-1, 6-3                 |
| 6.     | 6 dicembre 1994  | Grand Slam Cup, Monaco di Baviera        | Sintetico indoor | Pete Sampras       | 7–6(6), 4-6, 7–6(5), 6-4 |
| 7.     | 14 febbraio 2000 | Kroger St. Jude International, Memphis   | Cemento indoor   | Byron Black        | 6-2, 1-6, 6-3            |

#### Sconfitte in finale
| Legenda                     |
| Grande Slam (0)             |
| Grand Slam Cup (0)          |
| ATP Super 9 (0)             |
| ATP Championship Series (1) |
| ATP World Series (7)        |

| Numero | Data             | Torneo                                   | Superficie       | Sfidante in finale  | Punteggio     |
| 1.     | 9 luglio 1990    | Swedish Open, Båstad                     | Terra rossa      | Richard Fromberg    | 2-6, 6-7      |
| 2.     | 13 giugno 1994   | Halle Open, Halle (1)                    | Erba             | Michael Stich       | 4-6, 6-4, 3-6 |
| 3.     | 7 novembre 1994  | European Community Championship, Anversa | Sintetico indoor | Pete Sampras        | 6(5)–7, 4-6   |
| 4.     | 2 gennaio 1995   | Qatar Open ATP, Doha                     | Cemento          | Stefan Edberg       | 6(4)–7, 1-6   |
| 5.     | 10 aprile 1995   | Torneo Godó, Barcellona                  | Terra rossa      | Thomas Muster       | 2-6, 1-6, 4-6 |
| 6.     | 14 ottobre 1996  | Grand Prix de Tennis de Toulouse, Tolosa | Cemento indoor   | Mark Philippoussis  | 1-6, 7-5, 4-6 |
| 7.     | 8 giugno 1998    | Halle Open, Halle (2)                    | Erba             | Evgenij Kafel'nikov | 4-6, 4-6      |
| 8.     | 28 febbraio 2000 | Copenaghen Open, Copenaghen              | Cemento indoor   | Andreas Vinciguerra | 3-6, 6(5)–7   |

### Doppio

#### Vittorie
| Legenda                     |
| Grande Slam (0)             |
| Grand Slam Cup (0)          |
| ATP Super 9 (0)             |
| ATP Championship Series (0) |
| ATP World Series (5)        |

| Numero | Data             | Torneo                      | Superficie       | Compagno          | Avversari in Finale              | Punteggio     |
| 1.     | 10 giugno 1991   | ATP Firenze, Firenze        | Terra rossa      | Ola Jonsson       | Juan Carlos Báguena Carlos Costa | 3-6, 6-1, 6-4 |
| 2.     | 2 marzo 1992     | Copenaghen Open, Copenaghen | Sintetico indoor | Nicklas Kulti     | Hendrik Jan Davids Libor Pimek   | 6-3, 6-4      |
| 3.     | 2 gennaio 1995   | Qatar Open ATP, Doha        | Cemento          | Stefan Edberg     | Andrej Ol'chovskij Jan Siemerink | 7-6, 6-2      |
| 4.     | 11 febbraio 1997 | Open 13, Marsiglia          | Cemento indoor   | Thomas Enqvist    | Olivier Delaître Fabrice Santoro | 6-3, 6-4      |
| 5.     | 6 luglio 1998    | Swedish Open, Båstad        | Terra rossa      | Magnus Gustafsson | Lan Bale Piet Norval             | 6-4, 6-2      |

#### Sconfitte in finale
| Legenda                     |
| Grande Slam (1)             |
| Grand Slam Cup (0)          |
| ATP Super 9 (0)             |
| ATP Championship Series (0) |
| ATP World Series (1)        |

| Numero | Data           | Torneo                  | Superficie  | Compagno          | Avversari in Finale            | Punteggio     |
| 1.     | 29 maggio 1995 | Open di Francia, Parigi | Terra rossa | Nicklas Kulti     | Jacco Eltingh Paul Haarhuis    | 7-6, 4-6, 1-6 |
| 1.     | 7 luglio 1997  | Swedish Open, Båstad    | Terra rossa | Magnus Gustafsson | Nicklas Kulti Mikael Tillström | 0-6, 3-6      |

### Tornei minori

#### Singolare

##### Vittorie
| Legenda singolare |
| Challenger (4)    |
| Futures (0)       |

| Numero | Data             | Torneo                        | Superficie       | Sfidante in finale | Punteggio     |
| 1.     | 4 settembre 1989 | Genova Challenger, Genova     | Terra rossa      | Bruce Derlin       | 6-1, 6-3      |
| 2.     | 7 maggio 1990    | Ljubljana Challenger, Lubiana | Terra rossa      | Diego Nargiso      | 7-5, 6-7, 7-6 |
| 3.     | 4 maggio 1992    | Ljubljana Challenger, Lubiana | Terra rossa      | Mikael Tillström   | 6-4, 6-4      |
| 4.     | 24 gennaio 2000  | Heilbronn Open, Heilbronn     | Sintetico indoor | Stéphane Huet      | 6-3, 7–6(1)   |

#### Doppio

##### Vittorie
| Legenda        |
| Challenger (5) |
| Futures (0)    |

| Numero | Data              | Torneo                              | Superficie       | Compagno           | Avversari in Finale                  | Punteggio            |
| 1.     | 18 settembre 1989 | Messina Challenger, Messina         | Terra rossa      | Joakim Nyström     | Massimo Cierro Alessandro De Minicis | 6-1, 6-1             |
| 2.     | 20 novembre 1989  | Copenaghen Challenger, Copenaghen   | Sintetico indoor | Nicklas Kulti      | Alex Antonitsch Ronnie Båthman       | 6-3, 6-2             |
| 3.     | 4 maggio 1992     | Ljubljana Challenger, Lubiana       | Terra rossa      | Mikael Tillström   | Cristian Brandi Federico Mordegan    | 6-3, 6-2             |
| 4.     | 11 aprile 1994    | Monte Carlo Challenger, Monte Carlo | Terra rossa      | Henrik Holm        | Cristian Brandi Federico Mordegan    | 7-6, 6-2             |
| 1.     | 18 aprile 1994    | Monte Carlo Open, Monte Carlo       | Terra rossa      | Nicklas Kulti      | Evgenij Kafel'nikov Daniel Vacek     | 3-6, 7-6, 6-4        |
| 5.     | 27 gennaio 2003   | Hamburg Challenger, Amburgo         | Sintetico indoor | Aleksandar Kitinov | Todd Perry Jim Thomas                | 4-6, 7–6(7), 7–6(10) |